# Bürgerquartier
Als Bürgerquartier wird die ständige Unterbringung von Mannschaften und Offizieren des stehenden Heeres in Privathäusern einer Garnison bezeichnet. Die Unterbringung im Bürgerquartier entstand zeitlich mit dem Aufkommen stehender Heere im Absolutismus des 17. Jahrhunderts. Die Quartiergeber wurden für die Bereitstellung von Wohnraum entschädigt, teils bestand dazu auch eine entgeltlose Pflicht, die aber durch zeitliche Beschränkung nach dem Rotationsprinzip gemildert wurde. Durch die Mieteinnahmen und die Mithilfe der Soldaten in der Hauswirtschaft konnte die Bereitstellung für die Quartiergeber durchaus attraktiv sein.
Bei Unterbringung im Bürgerquartier wurde Bewaffnung und Ausrüstung der Soldaten in Arsenalen und Zeughäusern zentral am Ort gelagert, ebenso Vorräte in Magazinen. Ställe und Wagenschuppen nahmen Pferde und Gespanne auf, aber auch die Unterbringung von Pferden geschah oft in privaten Ställen. Dennoch war das Bürgerquartier für Fußtruppen häufiger als bei der Kavallerie oder der berittenen Artillerie, da diese Truppen wegen ihres Platzbedarfs nur in kleineren Städten untergebracht wurden, die dann entsprechend zu wenig private Quartiere boten. Die Unterbringung im Bürgerquartier wurde gemeinhin nur für ledige Soldaten genutzt. In einigen preußischen Garnisonen gab es für verheiratete Soldaten und deren Familien Soldatenstuben.
In der zweiten Hälfte des 19. Jahrhunderts wurde das Bürgerquartier durch die vollständige Kasernierung zumindest der Mannschaften abgelöst. Dies war einerseits durch das Aufkommen der allgemeinen Wehrpflicht bedingt, die eine verteilte Unterbringung der Massenheere zunehmend unpraktikabel machte. Dazu kamen hygienische wie politische Gründe, die eine verteilte Unterbringung in großen Städten für die militärische wie staatliche Führung als riskant erscheinen ließen. Zudem gab die Industrialisierung und Stärkung der staatlichen Finanzkraft den Staaten die Möglichkeit zur Schaffung ausreichender Kasernen.